# Angelo Lecchi
Angelo Lecchi (Verdello, 13 dicembre 1966) è un ex ciclista su strada italiano.

## Carriera
Professionista dal 1988 al 1997, vinse nel 1989 la prima tappa e la classifica generale del Giro di Puglia; la stagione più soddisfacente fu il 1994 quando riuscì ad imporsi nella Coppa Placci e nella Milano-Vignola, arrivando poi terzo nel Giro del Lazio. Raccolse piazzamenti degni di nota nel 1995, quando si classificò secondo sia alla Milano-Vignola, sia alla Tre Valli Varesine.

## Palmarès
- 1987 (dilettanti)

Giro d'Abruzzo
- 1989 (Del Tongo, due vittorie)

1ª tappa Giro di Puglia (Foggia > Foggia)
Classifica generale Giro di Puglia
- 1994 (Brescialat, due vittorie)

Coppa Placci
Milano-Vignola

## Piazzamenti

### Grandi giri
- Giro d'Italia

1988: 29º
1989: 78º
1990: 14º
1996: ritirato
1997: 56º
- Tour de France

1995: ritirato
1997: ritirato
- Vuelta a España

1993: ritirato
1996: 27º

### Classiche monumento
- Milano-Sanremo

1990: 42º
1994: 54º
1995: 45º
1997: 99º
- Liegi-Bastogne-Liegi

1989: 91º
1997: 44º
- Giro di Lombardia

1988: 21º
1990: 12º
1995: 27º
1996: 28º